# Tom Tolley
Tom Tolley (* 22. Februar 1940 in Sydney) ist ein ehemaliger australischer Radrennfahrer.

## Sportliche Laufbahn
1961 gewann er das Eintagesrennen um den Großen Preis von Sydney über 200 Kilometer.
1963 war er am Start der Internationalen Friedensfahrt, als zum ersten Mal eine australische Nationalmannschaft teilnahm und beendete das Etappenrennen auf dem 84. Rang.